# Nuncia americana
Nuncia americana is een hooiwagen uit de familie Triaenonychidae.